# میشل گالابرو
میشل گالابرو (به انگلیسی: Michel Galabru) (زاده ۲۷ اکتبر ۱۹۲۲-درگذشته ۴ ژانویه ۲۰۱۶) بازیگر فرانسوی بود. از فیلم‌های معروف او می‌توان به بازی در فیلم آستریکس و اوبلیکس گرفتن سزار، قفسی برای دیوانگان ۲، قفسی برای دیوانگان ۳: عروسی، ژاندارم در نیویورک، دسته ژاندارم‌ها، ازدواج ژاندارم، به استیکز خوش آمدید، ژاندارم و پلیس، ژاندارم و فرازمینی‌ها، من خوش‌عکسم، در شب باز است و روزگار خوش اشاره کرد.